# 道の駅みま
道の駅みま（みちのえき みま）は、愛媛県宇和島市三間町務田にある愛媛県道31号宇和三間線の道の駅である。
松山自動車道（無料区間）の延伸に伴い近傍に三間ICができた。

## 主な施設
- 駐車場
  - 普通車：108台
  - 大型車：12台
  - 身障者用：4台
- トイレ
  - 男：10器：小8・大2（洋式2）
  - 女：6器
  - 身障者用：2器
- 公衆電話
- レストラン（11:00 - 18:00）
- 特産品販売所
- 畦地梅太郎記念美術館
- 井関邦三郎記念館（井関農機創業者）

## 休館日
- 毎週火曜日（火曜日が祝日の場合は翌日）
- 年末年始

## アクセス
- 愛媛県道31号宇和三間線（愛媛県道283号広見吉田線重複区間） - 登録路線
  - 松山自動車道 三間IC

## 周辺
- 毛利家屋敷
- JR四国 予土線 務田駅・伊予宮野下駅
- 四国八十八箇所霊場 第41番龍光寺